# Anisodes obstataria
Anisodes obstataria är en fjärilsart som beskrevs av Walker 1861. Anisodes obstataria ingår i släktet Anisodes och familjen mätare. Inga underarter finns listade i Catalogue of Life.

## Bildgalleri

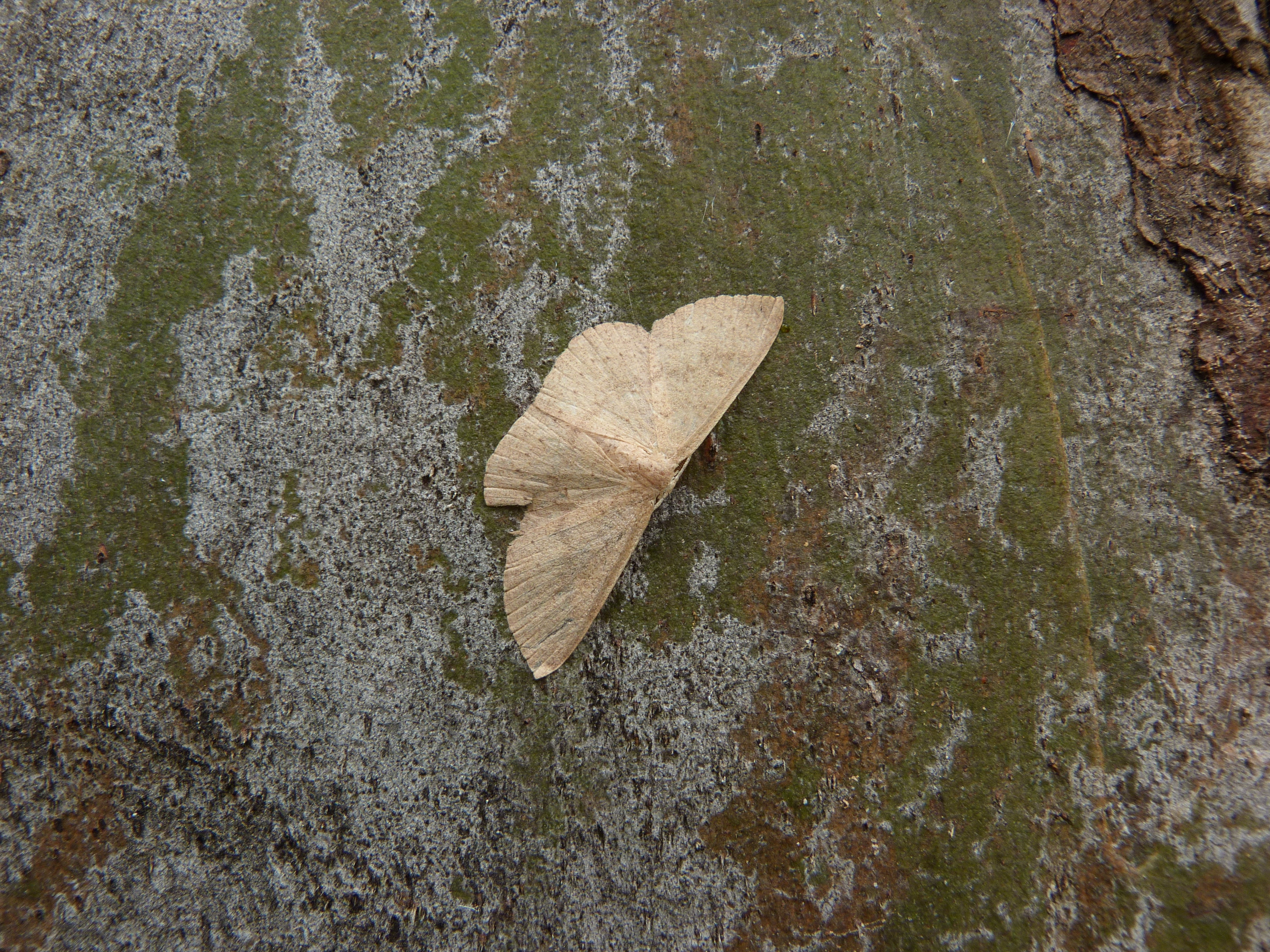